# Frans Francken Młodszy
Frans Francken Młodszy lub Frans Francken II (ur. 1581 w Antwerpii, zm. 6 maja 1642 tamże) – flamandzki malarz barokowy, najbardziej znany członek artystycznej rodziny Franckenów działającej przez pięć pokoleń w Antwerpii i Paryżu.

## Życiorys
Całe życie był związany z Antwerpią, gdzie w 1605 wstąpił do gildii malarskiej św. Łukasza i od 1616 pełnił w niej funkcję dziekana. Jego nauczycielem był ojciec Frans Francken Starszy (1542-1616) i prawdopodobnie stryj Hieronymus I, który mieszkał w Paryżu. Artysta prowadził duży warsztat malarski i zatrudniał wielu pracowników, później pracował z trzema synami, byli to Ambrosius III, Frans III i Hieronymus III.
Francken malował głównie niewielkie formy zaliczane do malarstwa gabinetowego, były to obrazy o tematyce historycznej, mitologicznej, religijnej i alegorycznej. Był autorem wielu innowacji, wprowadził m.in. postacie małp, zwykle symbolizujące ludzkie przywary, takie jak obżarstwo, czy palenie tytoniu. Motyw ten był kontynuowany przez Jana Brueghla starszego i Davida Teniersa młodszego. Ulubionym tematem Franckena były wyobrażenia galerii malarskich, które wypełniały miniaturowe reprodukcje obrazów i wielopostaciowe scenki rodzajowe. Jego prace charakteryzują się precyzją wykonania szczegółów, wyrafinowanym stylem i elegancją.
Kolejną innowacją były obrazy zawierające w centralnej części główną scenę, otoczoną mniejszymi, monochromatycznymi scenkami przylegającymi do ram obrazu np. Historia syna marnotrawnego (obok).
Artysta współpracował też z innymi twórcami, sceny figuralne zamawiali u niego m.in. Abraham Govaerts, Tobias Verhaecht, Joos de Momper, Hendrik van Steenwyck i Abraham Govaerts. Sporadycznie malował też wielkie nastawy ołtarzowe.
Bogaty dorobek Fransa Franckena znajduje się w licznych muzeach i galeriach europejskich, największe zbiory jego prac posiadają Rijksmuseum w Amsterdamie, Stara Pinakoteka w Monachium, Muzeum w Luwrze, Ermitaż w Sankt Petersburgu oraz Prado w Madrycie.
W Państwowych Zbiorach Sztuki w Zamku Królewskim na Wawelu znajduje się obraz Franckena Occasio – Alegoria sprzyjającego losu z 1627. Muzeum Narodowe we Wrocławiu posiada jeden obraz: Krezus pokazujący swe skarby Solonowi, Muzeum Narodowe w Warszawie posiada co najmniej trzy płótna: Uczta bogów, które powstało w wyniku współpracy Abrahama Govaertsa i Fransa Franckena (nr inw. M.Ob.816) Naigrawanie z Chrystusa (nr inw. M.Ob.1349) oraz Pokłon Trzech Króli (nr inw. M.Ob.284). 

## Galeria

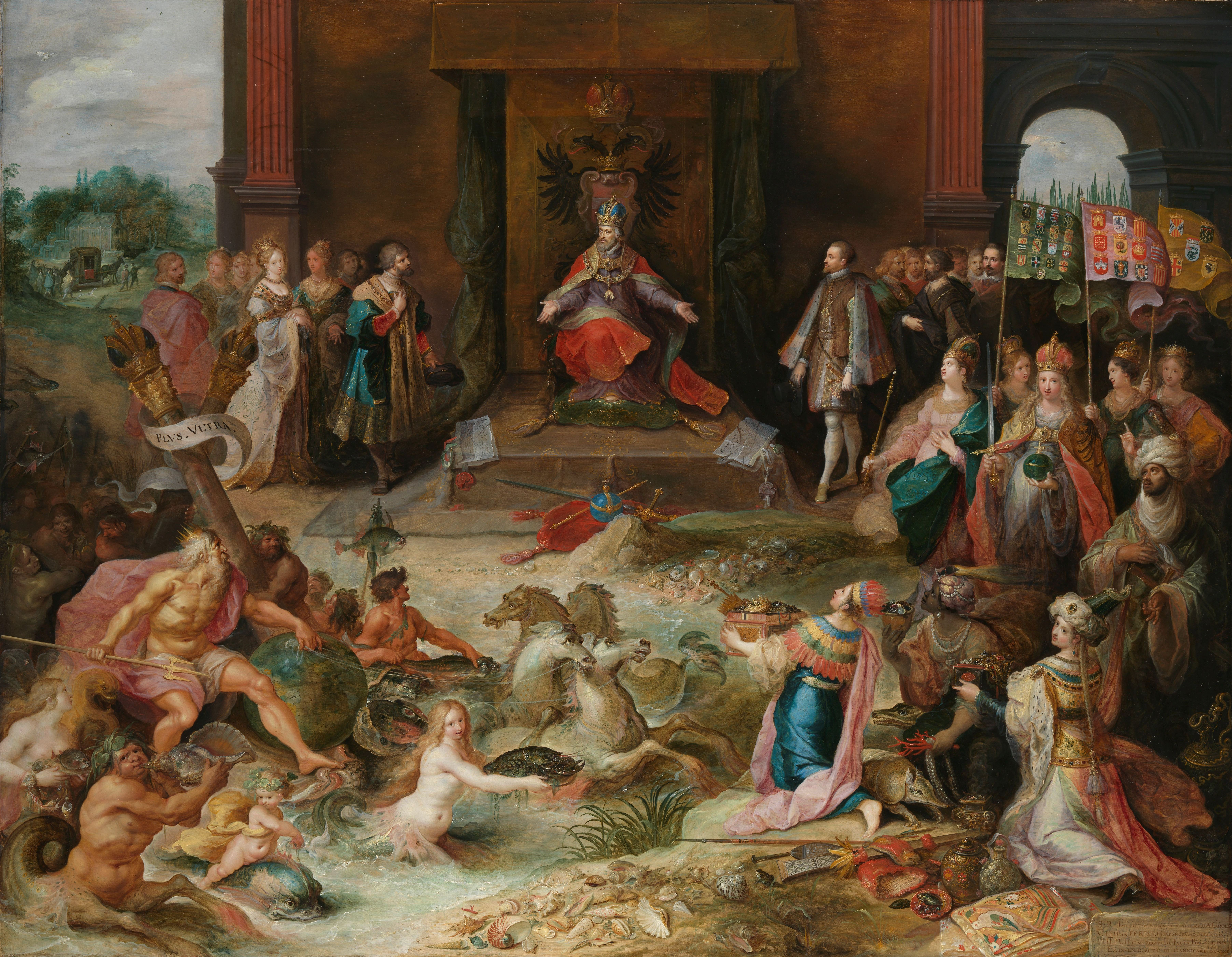
Abdykacja cesarza Karola V w Brukseli (1630-1640), Rijksmuseum, Amsterdam
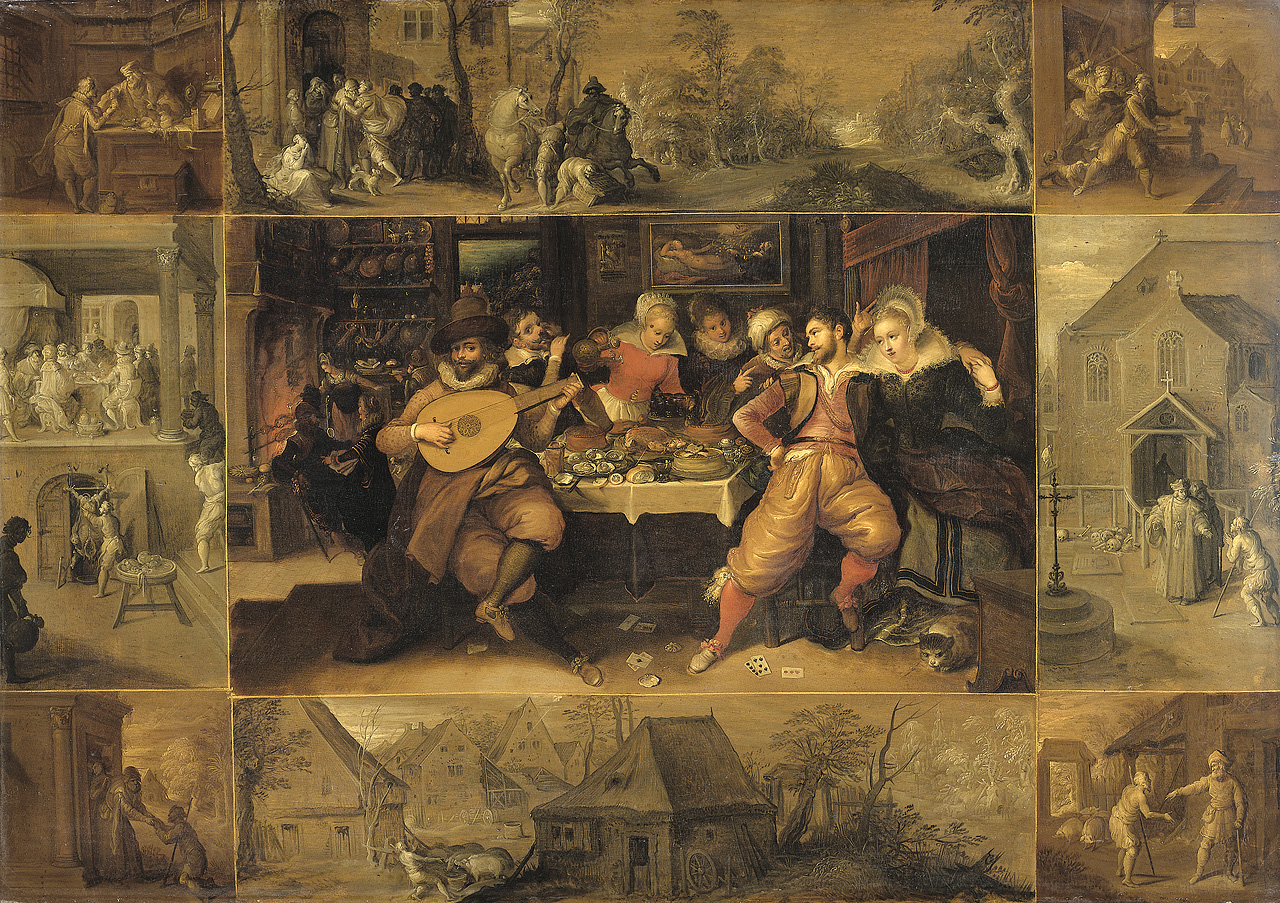
Historia syna marnotrawnego, Rijksmuseum, Amsterdam
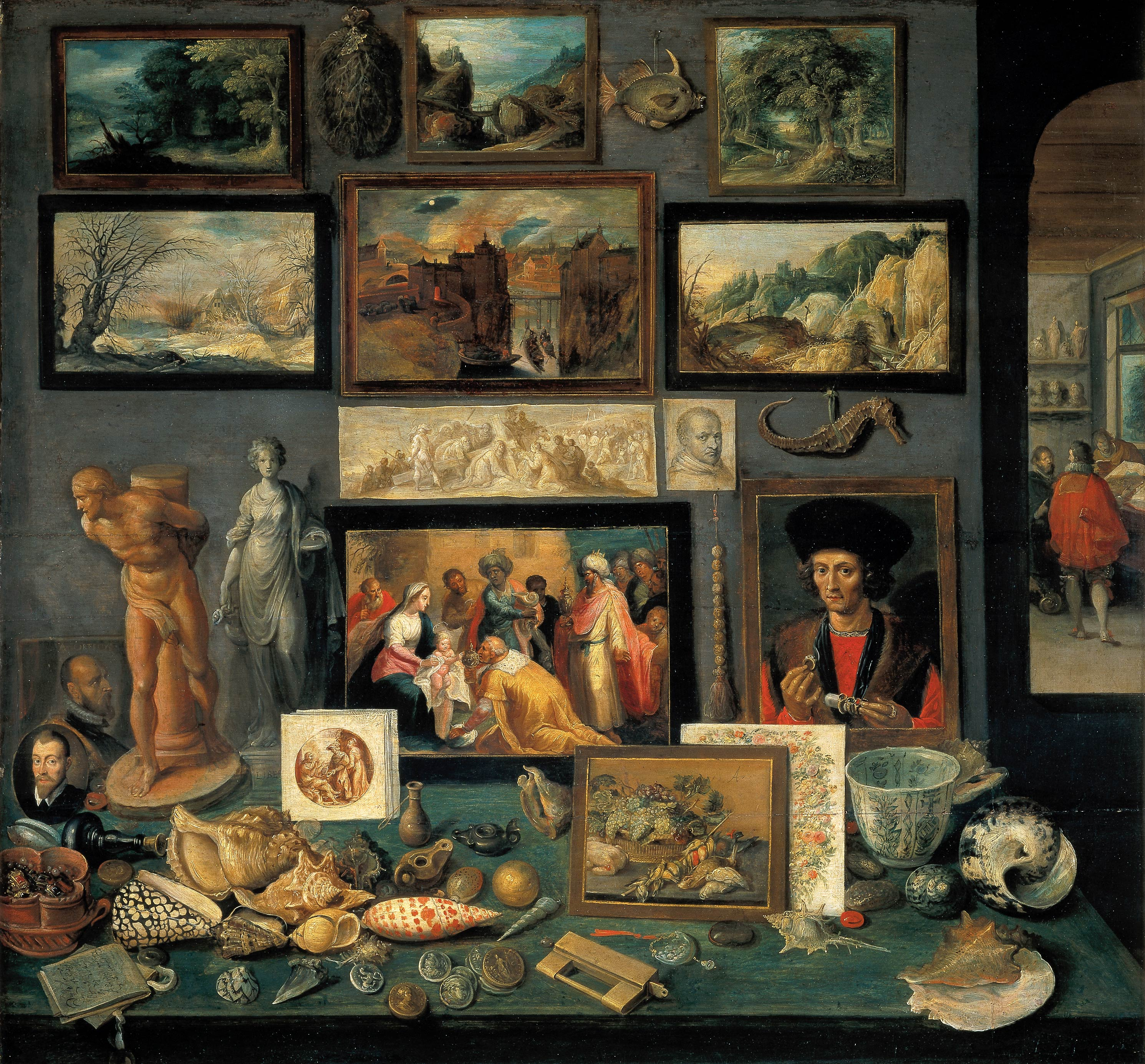
Kunstkamera, Kunsthistorisches Museum, Wiedeń
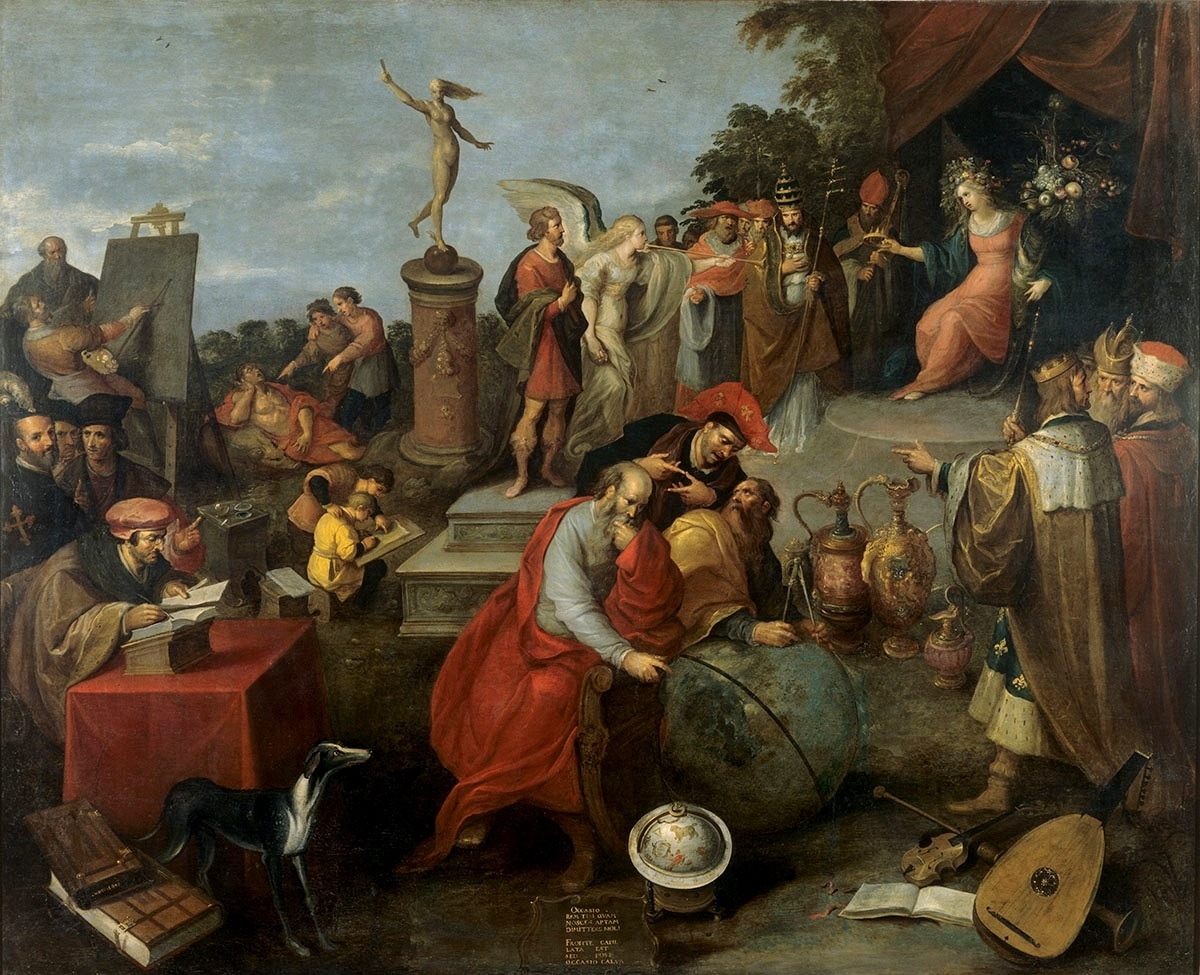
Occasio – alegoria sprzyjającego losu (1627), Zamek Królewski na Wawelu, Kraków
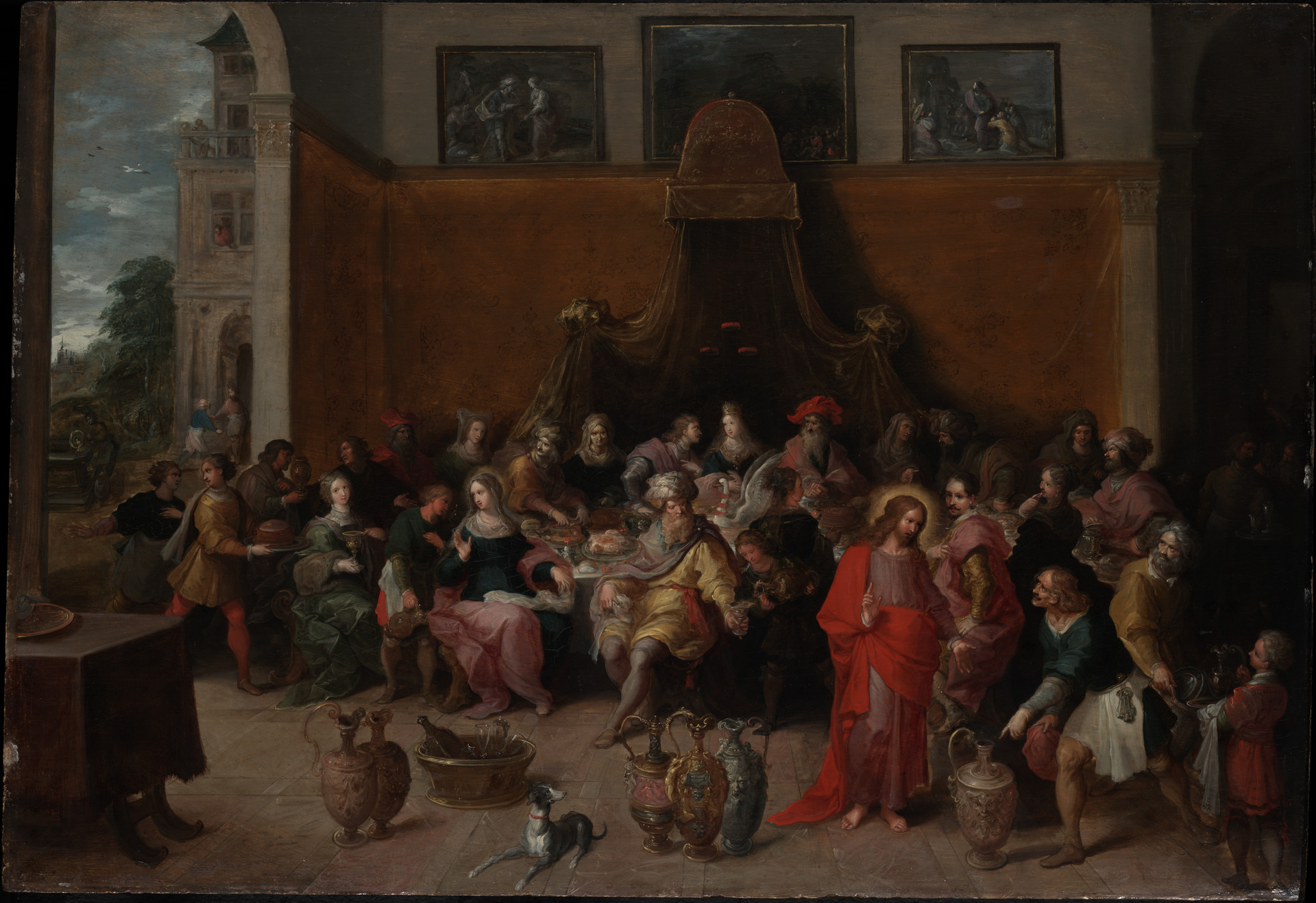
Ślub w Kanie Galilejskiej, Yale University Art Gallery, New Haven
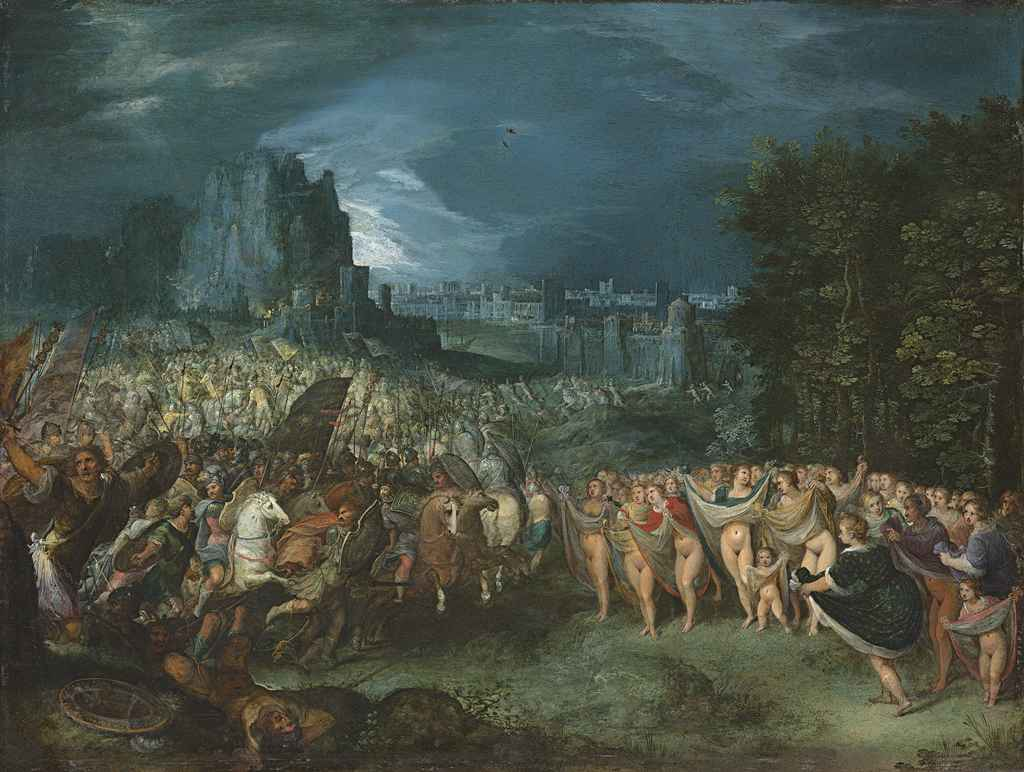
"Odwaga perskich kobiet"